# Брест (малый противолодочный корабль)
«Брест» (МПК-194) — малый противолодочный корабль проекта 1124М.

## История службы
Корабль заложен на судостроительном заводе в Зеленодольске 11 мая 1987 года, спущен на воду 30 июля 1988 года, вошёл в состав флота 9 ноября 1988 года. С 22 июля 1988 года по 15 февраля 1992 года имел наименование «Брестский комсомолец».
Входит в состав Северного флота. В 2003 году корабль базировался в Гремихе.

## Бортовые номера
- 2003 год — № 162[1];
- 2010 год — № 199[уточнить].